# アレクサンダー・アースキン (第5代ケリー伯爵)
第5代ケリー伯爵アレクサンダー・アースキン（英語: Alexander Erskine, 5th Earl of Kellie、1756年4月3日没）は、スコットランド貴族。1710年までフェントン子爵の儀礼称号を使用した。

## 生涯
第4代ケリー伯爵アレクサンダー・アースキンとアン・リンジー（Anne Lindsay、1674年5月20日洗礼 – 1743年2月4日、第3代バルカレス伯爵コリン・リンジーの娘）の息子として生まれた。1710年3月8日に父が死去すると、ケリー伯爵の爵位を継承した。
1745年ジャコバイト蜂起でジャコバイトを支持したため、1746年7月11日に出頭を余儀なくされ、1747年恩赦法（Act of Indemnity 1747）でも対象外にされた。しかし、エディンバラ城で投獄されるだけで起訴されることはなく、1749年10月11日に釈放された。
1756年4月3日にケリーで死去、息子トマス・アレクサンダーが爵位を継承した。

## 家族
1726年、ルイーサ・マリ（Louisa Moray、1729年11月11日没、ウィリアム・マリの娘）と結婚した。1731年10月、ジャネット・ピトケアン（Janet Pitcairn、1775年6月7日没、アーチボルド・ピトケアンの娘）と再婚、3男3女をもうけた。
- トマス・アレクサンダー（1732年 – 1781年） - 第6代ケリー伯爵
- エリザベス（1794年11月2日没） - 1760年4月23日、ウォルター・マクファーレン（Walter MacFarlane、1767年6月5日没）と結婚。1768年10月1日、第7代クーロスのコルヴィル卿アレクサンダー・コルヴィル（英語版）と再婚
- アン（1735年2月18日 – 1802年3月18日）
- アーチボルド（1736年 – 1797年） - 第7代ケリー伯爵
- アンドリュー（1793年没）
- ジャネット（1770年10月14日没） - 1763年8月18日、第3代準男爵サー・ロバート・アンストラサー（英語版）と結婚、子供あり